# Уничтожение турецкого кладбища в Разграде
Уничтожение турецкого кладбища в Разграде — было совершено в апреле 1933 года в болгарском городе Разград. Были уничтожены надгробия, а тела вытащены из могил и подвергнуты глумлению. Осуществлялся акт вандализма с помощью лопат и топоров. Этот инцидент привёл к сильному разладу в отношениях между Болгарией и Турцией, что, впрочем, не помешало заключению Балканского пакта. Инцидент был быстро урегулирован, но вызвал рост национализма в обеих странах и ухудшил положение меньшинств.

## История
Город Разград расположен в регионе Лудогорие, где проживает много этнических турков. После переворота 1923 года школы для турецких меньшинств были закрыты, а националистические идеи стали в Болгарии популярны. В 1932 году в Кесарево произошёл турецкий погром, в 1933 году был убит губернатор Крумовграда Фейзи-эфенди.
Несмотря на то, что в ряде источников утверждается, что инцидент произошёл 16, 17 или 20 апреля, согласно оригиналам документов события произошли 14 апреля, в день Пасхи. В ночь с 14 на 15 апреля 200—350 членов болгарской фашистской организации «Родна защита», сожгли сторожку охранника и, используя лопаты и топоры, совершили акт вандализма на турецком кладбище. Они уничтожили все надгробия, 150 недавно захороненных тел был извлечены и подвергнуты глумлению. Инцидент вызвал панику среди местных этнических турков, согласно источникам, они «рыдали на кладбище всю ночь». Часть турков мигрировала в Румынию, чтобы оттуда попасть в Турцию.
Широкую известность инцидент получил после того, как сведения о нём были опубликованы в газетах разградскими журналистами Махмутом Неджметтином Делиорманом и Арифом Неджибом. Умерший за неделю до инцидента отец Неджиба был среди похороненных на этом кладбище. После этого Делиорман и Неджиб с целью привлечения внимания к инциденту разослали письма и телеграммы о нём чиновникам, руководству политических партий и парламентских групп, а также иностранным посольствам, в том числе послу Турции в Болгарии Тевфик Камиль бей.
Распространение информации об инциденте вызвало недовольство у проживавших в Разграде этнических болгар, они организовали акции протеста. Протестующие заявляли, что инцидент — провокация, как и распространение информации о нём. После этого на проживавших в Разграде этнических турков был совершён ряд нападений, помимо прочих, был ранен и разградский муфтий.

## Реакция

### В Болгарии
Публикация информация об инциденте привела к трениям между левыми и правыми в болгарском парламенте. 60 человек были задержаны, 20 из них арестованы, но освобождены в том же месяце. Власти Болгарии не отрицали сам факт уничтожения кладбища, но обвинили Турцию в раздувании инцидента. Болгарская газета «Слово» назвала реакцию Турции «провокацией».
Правительство Болгарии выпустило заявление, согласно которому атака не являлась намеренной и не поддерживалась правительством. Позднее оно выпустило второе заявление, в нём утверждалось, что на территории, где было расположено турецкое кладбище, планировалось построить парк, но поскольку местные турки были не согласны с этим решением, они продолжали совершать захоронения на территории кладбища, поэтому активисты решили «ускорить принятие решения об изъятии земли».
Турецкая команда хотела отказаться от участия в футбольном матче с Болгарией, который должен был пройти в Софии. Через несколько дней после инцидента в Разграде в Кырджали был повешен турок, ещё 5 были арестованы в Разграде. Корреспондентский центр турецкого издания «Anadolu Agency» был перенесён из Софии в Бухарест после давления оказанного властями Болгарии на издание за сообщение об инциденте.

### В Турции
Новости об инциденте вызвали в Турции волну гнева. В Стамбуле прошли акции протеста, организованные Национальным союзом турецких студентов. 20 апреля студенты Стамбульского университета провели акцию протеста перед болгарским консульством в Мачке. Проведя акцию перед консульством прошли до болгарского кладбища в Ферикёе и под руководством Ахмета Тевфика Илери возложили венки на могилы болгар и накидали на них цветы. Сам Илери прокомментировал это так: «Мы не оскорбляем мёртвых, а уважаем их». Поскольку акция протеста была несогласованной, 80 студентов были задержаны, 23 из них арестованы. 15 ноября 1933 они были попали под всеобщую амнистию и были освобождены.
Молодёжные организации Измира были разочарованы как инцидентом в Разграде, так и арестом протестующих студентов. Они послали телеграммы Ататюрку, требуя освободить арестованных. Молодёжная организация Дюздже отправила телеграмму в газету с осуждением инцидента в Разграде. Учителя Аданы провели акцию протеста. Правительство Греции, 200 болгарских студентов, учившихся в Стамбуле и белградское консульство в Турции осудили разгром турецкого кладбища в Разграде, газета «Таймс» опубликовала новость об инциденте.
Турецкая газета «Cumhuriyet» назвала этот инцидент «невероятным событием, произошедшим в Болгарии», также, согласно статье, в ходе разгрома «около 150 тел были извлечены из могил». Среди других газет, сообщивших об инциденте были «Deliorman» (первая опубликовала статью), «Anadolu Ajansı», «Karadeniz» и «Trakya». Ряд колумнистов и политиков написали статьи об инциденте, среди них были Абидин Давер, Неджметтин Садык, Тевфик Рюштю, Пеями Сафа и Юнус Нади.

## Последствия
Инцидент привёл к росту этнического национализма в обеих странах. Через год в Турции произошёл Фракийский погром, а кампания по популяризации турецкого языка стала более популярной. 2 августа в Болгарии было совершено нападение на османский мавзолей Демир Баба Теке. Через год в Болгарии названия 32,6 % поселений и 14,4 % городов были изменены.
В 1933 году Болгарию посетил Исмет Инёню. Помимо переговоров о нейтралитете, целью его визита было посещение Разграда, чтобы лучше узнать о последствиях инцидента и положении турецкого меньшинства в Болгарии. Матерью Инёню была турчанка из Разграда.